# La chica de ayer (serie de televisión)
La chica de ayer es una serie de televisión policíaca producida por Ida y Vuelta que se estrenó en la cadena española Antena 3 el domingo 26 de abril de 2009 con buenos niveles de audiencia, que fueron perdiendo fuerza a medida que avanzaban los capítulos. En previsión de esta situación, habían sido grabados dos finales de temporada, uno abierto para continuar y otro cerrado.
Se basaba en la serie británica Life on Mars, ganadora de múltiples premios internacionales.
El domingo 14 de junio, Antena 3 emitió el final cerrado de la serie. Según se dio a conocer, la productora decidió no grabar una segunda temporada. El motivo de esta decisión se debió no sólo a los resultados de audiencia, sino también al alto coste de la producción.
Poco después Antena 3 colocó una encuesta en su web sobre si hacer o no una segunda temporada, aunque no volvió a hacer mención y los actores se embarcaron en nuevos proyectos.

## Sinopsis
El Inspector Jefe de la Policía Nacional Samuel Santos (Ernesto Alterio) tiene un accidente de coche y cuando despierta se encuentra en 1977. No entiende nada y ahora es Inspector de primera de la Dirección General de Seguridad, bajo las órdenes de Gallardo (Antonio Garrido). La única que parece creerle es su compañera Ana (Manuela Velasco).

## Reparto
- Ernesto Alterio es Samuel Santos.
- Manuela Velasco es Ana Valverde.
- Antonio Garrido es Joaquín Gallardo "Quin".
- Mariano Llorente es Raimundo García "Rai".
- Javier Rey es José Cristóbal Mateo "Cris".
- Mamen Duch es Pilar Juárez.
- Biel Durán es José Santos.
- Manuela Vellés es Rosa Gallego.
- Francisco Javier Arruabarrena es Samuel Santos niño.

## Ficha Técnica
Música original: César Benito

## Capítulos
| N.º | Título                           | Dirigido por               | Escrito por        | Fecha de emisión original | Audiencia         |
| --- | -------------------------------- | -------------------------- | ------------------ | ------------------------- | ----------------- |
| 1   | «Regreso al pasado»              | Iñaki Mercero y Álvaro Ron | Darío Madrona      | 26 de abril de 2009       | 3.784.000 (19,7%) |
| 2   | «La mujer del vestido rojo»      | Iñaki Mercero              | Darío Madrona      | 3 de mayo de 2009         | 2.852.000 (16,0%) |
| 3   | «Llega el inspector Quintana»    | Álvaro Ron                 | Agustín Martínez   | 10 de mayo de 2009        | 2.616.000 (13,5%) |
| 4   | «El padre de Samuel, en peligro» | José Ramos Paíno           | Susana López Rubio | 17 de mayo de 2009        | 2.481.000 (13,5%) |
| 5   | «Vicente, el travestido»         | Alfonso Arandia            | Darío Madrona      | 24 de mayo de 2009        | 2.213.000 (12,2%) |
| 6   | «El caso de las feministas»      | Álvaro Ron                 | Susana López Rubio | 31 de mayo de 2009        | 2.456.000 (14,3%) |
| 7   | «El abandono»                    | Jose Ramos Paíno           | Agustín Martínez   | 7 de junio de 2009        | 2.295.000 (13,4%) |
| 8   | «La luz al final del túnel»      | Alfonso Arandia            | Susana López Rubio | 14 de junio de 2009       | 2.735.000 (15,7%) |

## Diferencias con la original
Aviso: aquí hay datos de tramas de la serie, incluido el final.
- La serie original británica y su versión americana tenían lugar en 1973, sin embargo, ésta tiene lugar en 1977 para poder introducir personajes femeninos en la comisaría, no permitidos durante la época del franquismo.[cita requerida]
- Así como en la original Life on Mars el protagonista quedaba en coma tras el accidente y eran todo imaginaciones suyas (aunque en la serie continuación, Ashes to Ashes, se especulaba con que podía haber viajado al pasado realmente), en La Chica de Ayer Samuel está verdaderamente en el pasado, lo que se nota con el hecho de que al final del túnel estaba la puerta entre épocas y el accidente simplemente le catapultó a través de ella, no provocó el viaje.
- En el primer episodio de la original se da la información (a través de la televisión) de que el protagonista está en un coma profundo. Sin embargo, en esta versión, aunque también hay visiones extrañas en la radio y la tele, en ningún momento se hace referencia alguna al coma.
- En el primer episodio de Life On Mars el protagonista no llega a cambiar el futuro, puesto que el asesino que atrapa está loco y será liberado del sanatorio en el que se le ingresaría a tiempo para cometer los asesinatos en 2006. Sin embargo, aquí el asesino muere, lo cual significa que el futuro ha sido alterado.
- Como en la original, en el último capítulo de La Chica De Ayer a Samuel Santos se le presenta la oportunidad de volver al presente, pero la desecha para quedarse en 1977. En la original, cuando le operan el cerebro, Sam vuelve, aunque más tarde intenta suicidarse y acaba de nuevo en 1973, justo antes de morir en 2007.

## Críticas por el fin de la serie
Al conocerse que no habría segunda temporada, la mayoría de fanes de la serie se mostró abiertamente en contra de esta decisión. Las quejas de los seguidores no obtuvieron recompensa, al no modificar la cadena su decisión, poniendo fin a la serie en el octavo capítulo de la primera y única temporada.